# NGC 1559
NGC 1559 è una galassia a spirale barrata situata nella costellazione del Reticolo, a una distanza di circa 63 milioni di anni luce dalla nostra Via Lattea.

## Scoperta
La galassia è stata scoperta il 6 novembre 1826 dall'astronomo britannico James Dunlop.

## Descrizione
NGC 1559 ha una classe di luminosità III-IV e presenta una larga riga a 21 cm dell'idrogeno neutro.
Si era ipotizzato che NGC 1559 facesse parte del Gruppo del Dorado, ma osservazioni successive hanno mostrato che non appartiene a nessun gruppo e che non ci sono galassie nelle sue vicinanze. NGC 1559 è pertanto una galassia di campo e quindi è gravitazionalmente isolata.

## Morfologia
NGC 1559 è stata utilizzata da Gérard de Vaucouleurs come esempio di galassia tipo morfologico SB(s)cd nel suo atlante delle galassie.
NGC 1559 presenta una corta barra orientata da est a ovest lunga circa 40 arcosecondi. La barra e i suoi bracci di spirale sono la fonte di forti emissioni di onde radio.

## Supernove
All'interno di NGC 1599 sono state scoperte quattro supernove: SN 1984J, SN 1986L, SN 2005df e SN 2009ib.

### SN 1984J
Scoperta il 27 luglio 1984 dall'astronomo amatoriale Robert Evans, la supernova è stata classificata di tipo II.

### SN 1986L
Anche questa supernova è stata scoperta da Robert Evans il 7 ottobre 1986 ed è stata classificata di tipo II.

### SN 2005df
Il 4 agosto 2005, ancora Robert Evans ha scoperto in NGC 1559 la supernova SN 2005df, classificata di tipo Ia. 
Il 6 agosto la supernova aveva una magnitudine di 13,4 e ha raggiunto il picco il 14 settembre successivo con il valore di 12,3.
Uno studio dello spettro della supernova condotto tra il 200º e il 400º giorno dopo l'esplosione, ha permesso di determinare la densità della nana bianca all'origine dell'esplosione. Il valore trovato, 0,9±0,2 g/cm3, è consistente con quello di una nana bianca di massa pari a 1,313±0,034 {\displaystyle M_{\odot }}, massa prossima al limite di Chandrasekhar. I risultanti indicano che la compagna della nana bianca non era una stella di sequenza principale che bruciava l'idrogeno, ma piuttosto una stella che fondeva l'elio o una nana bianca deformata dalle forze di marea.

### SN 2009ib
La supernova è stata scoperta il 6 agosto 2009 da un gruppo di astronomi impegnati nel programma di ricerca di supernove denominato CHASE (CHilean Automatic Supernova sEarch) dell'Università del Cile. La supernova è stata classificata di tipo IIP.